# Художественно-промышленный музей (Прага)

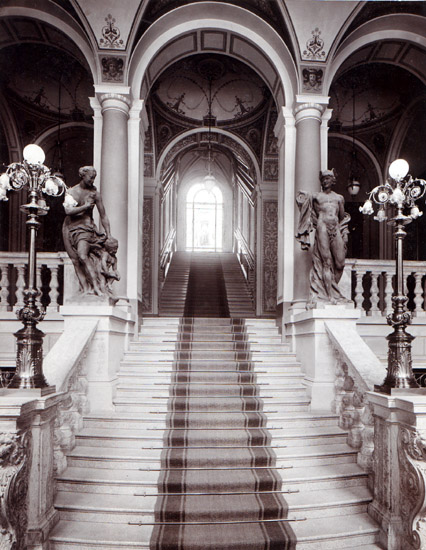
Главная лестница музея. Архивная фотография

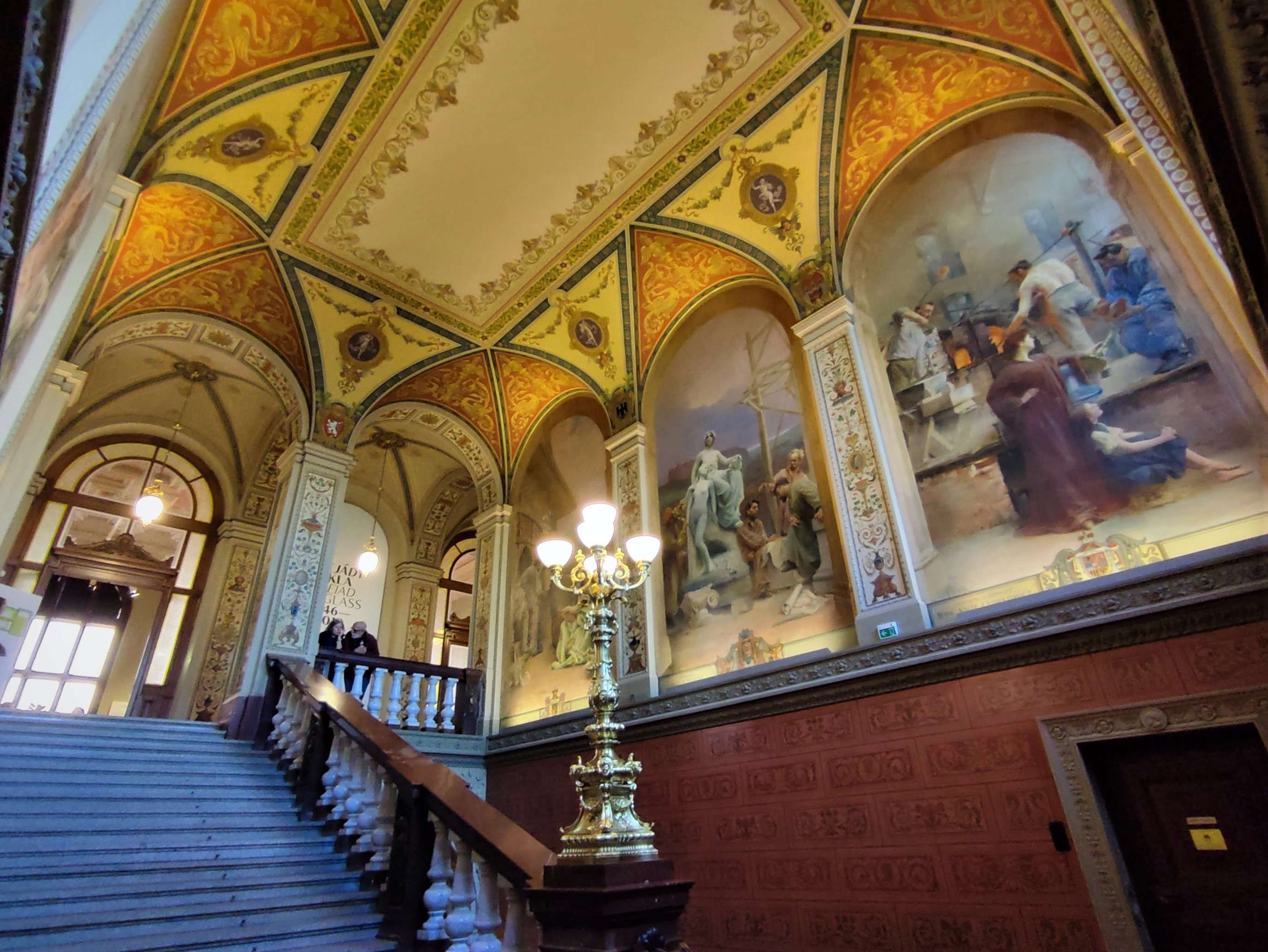
Главная лестница

Витражное окно главной лестницы

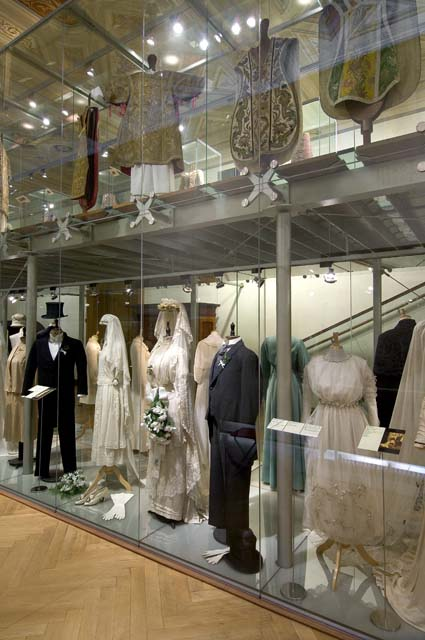
Экспозиция текстиля и моды

Художественно-промышленный музей в Праге, или Музей художественных ремёсел в Праге (чеш. Uměleckoprůmyslové museum v Praze, UPM; нем. Kunstgewerbemuseum in Prag) — один из наиболее крупных музеев такого рода в странах Западной Европы, расположен в центре города в пражском районе Йозефов (Josefov, Praha 1), рядом с Философским факультетом Карлова университета, напротив Рудольфинума.
В ряде популярных русскоязычных источников встречается неверный перевод названия: Музей прикладного искусства (в западноевропейской историографии термины «прикладное искусство», как и «декоративное искусство», — понятия иного рода). Правильно: Художественно-промышленный музей.
Создание художественно-промышленного музея в Праге в 1885 году отвечало потребностям бурного развития промышленного производства в последней трети XIX века, общественного интереса, осознания необходимости просвещения и подготовки квалифицированных мастеров и художников для растущей промышленности (то, что со временем назовут словом дизайн) и кустарных производств (художественных ремёсел). После первой Всемирной выставки в Лондоне в 1851 году, по всей Европе были создавались музеи прикладного искусства и художественных ремёсел, призванные служить примером для мастеров, художников, промышленников и коммерсантов в деле «воспитания вкуса», единения искусства и ремесла и внедрения искусства в промышленность, которая испытывала бурный рост в последней трети XIX века и недостаток в квалифицированных кадрах мастеров-проектировщиков. В 1857 году был основан Южно-Кенсингтонский музей, (позднее: Музей Виктории и Альберта) в Лондоне, в 1864 году Музей декоративного искусства в Париже и Императорский и королевский австрийский музей искусства и промышленности в Вене, в 1867 году Музей художественных ремёсел в Берлине. В 1874 году был создан Музей искусств и ремёсел в Гамбурге. Кроме Праги подобные музеи создавались в провинциях Австро-Венгерской империи, в Брно, Опаве, Оломоуце и Либерце (1873).

## История
Музей был основан в 1885 году Пражской торгово-промышленной палатой как музей художественных ремёсел (нем. Kunstgewerbemuseum). Первые коллекции вплоть до 1900 года размещались в здании Рудольфинума, после чего в 1900 году было открыто новое здание музея, построенное между 1897 и 1899 годами по проекту пражского архитектора Йозефа Шульца в актуальном в то время стиле неоренессанс.
По сторонам фасада здания, на уровне первого этажа, между окнами, расположены рельефы с аллегорическими изображениями разных ремёсел, а на втором этаже — указатели городов, прославившихся тем или иным ремеслом. Таким образом представлены: ткачество, плетение корзин, вышивка и кружевоплетение, ювелиры и «златокузнецы», серебряники, слесари, колокольные и оловянные мастера, шлифовщики, резчики по дереву, резьба по камню, стеклоделие и гончарное ремесло, производство фарфора, полиграфия и оформление книги. Над «ремёслами» расположены знаки городов.
Музей получил международную известность в 1932 году, когда он обогатил свою коллекцию, получив в дар собрание художественного стекла историка искусства и коллекционера Густава Эдмунда Пазаурека. Коллекционер произведений искусства Войтех Ланна-Младший подарил музею половину своих редких коллекций изделий из стекла от античности до наших дней. Эта коллекция стекла является одной из крупнейших в мире.
Первым хранителем и директором музея был Искусствоведение историк искусства Карел Хитил. Вторым директором на короткое время был историк искусства и книжной культуры Франтишек Адольф Боровский. В музее за многие годы его существования работали многие выдающиеся специалисты.
Между 1959 и 1969 годами Музей утратил свою самостоятельность, став частью Национальной галереи в Праге. В последующие годы был восстановлен. Здание и, в особенности, интерьеры музея представляют собой уникальный памятник национального «неоренессанса» искусства периода историзма конца XIX века.

## Коллекции музея
Коллекция музея насчитывает более полумиллиона экспонатов. В музее хранятся художественные изделия из фарфора и керамики, образцы прикладной графики и фотографии, текстиля, моды и промышленного дизайна, мебели, часов, а также коллекция ювелирных изделий из драгоценных материалов. Имеется отдел игрушек, обширная библиотека с ценнейшими документами, рисунками и гравюрами.
Экспонаты раскрывают историю художественных ремёсел от поздней античности до современности. Основное внимание уделяется западноевропейскому искусству с акцентом на традиции ремёсел Богемии. Отдельные выставочные залы постоянной экспозиции названы тематически в зависимости от их содержания: Зал стекла, керамики и фарфора, Залы «Искусства огня», Часовой зал «Машин времени», Графический зал «Печать и Образ», Зал мебели «История материалов», Залы «Текстиль и мода», «История волокон».

## Экспонаты музея

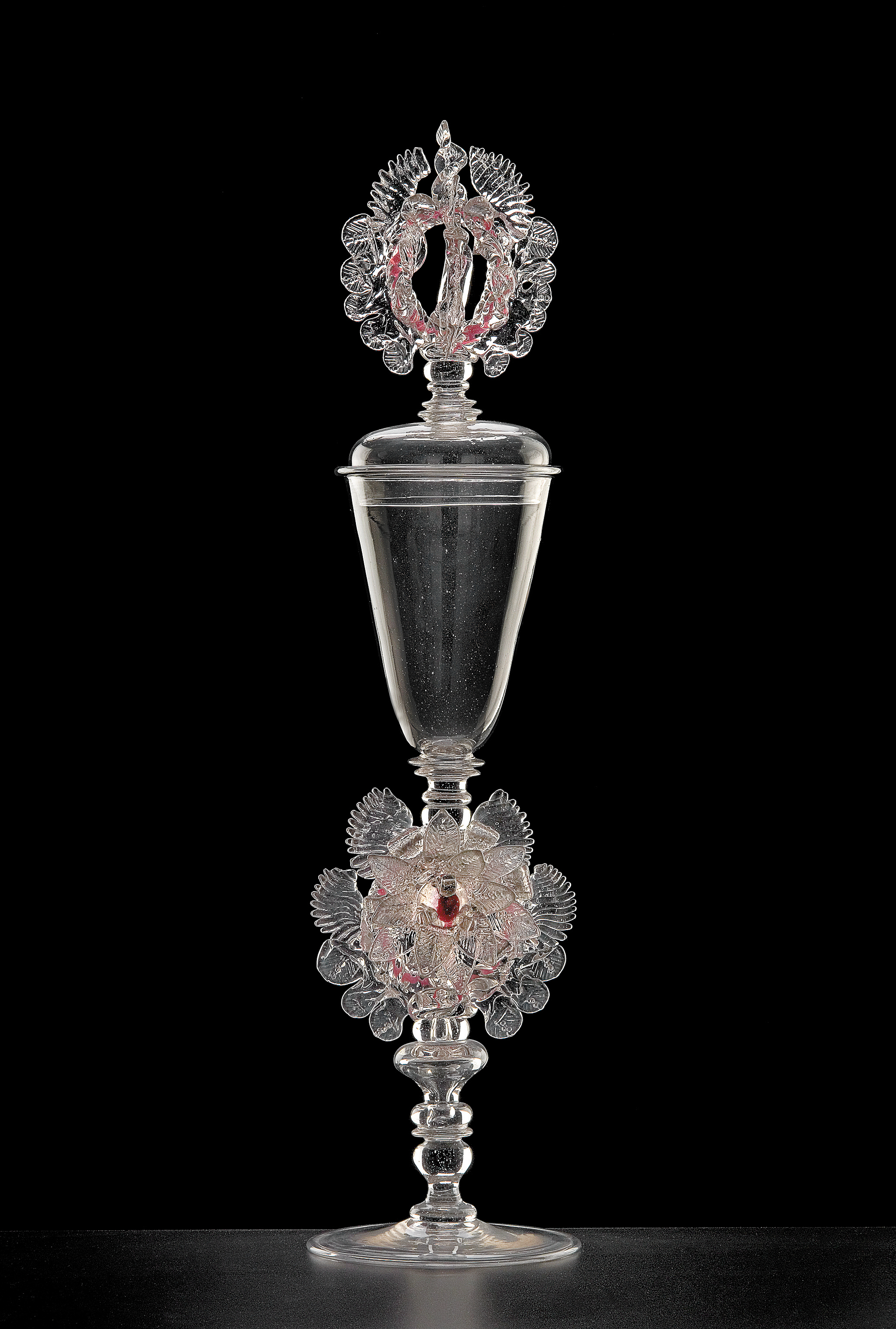
Кубок. 1675–1680. Стекло. Венеция
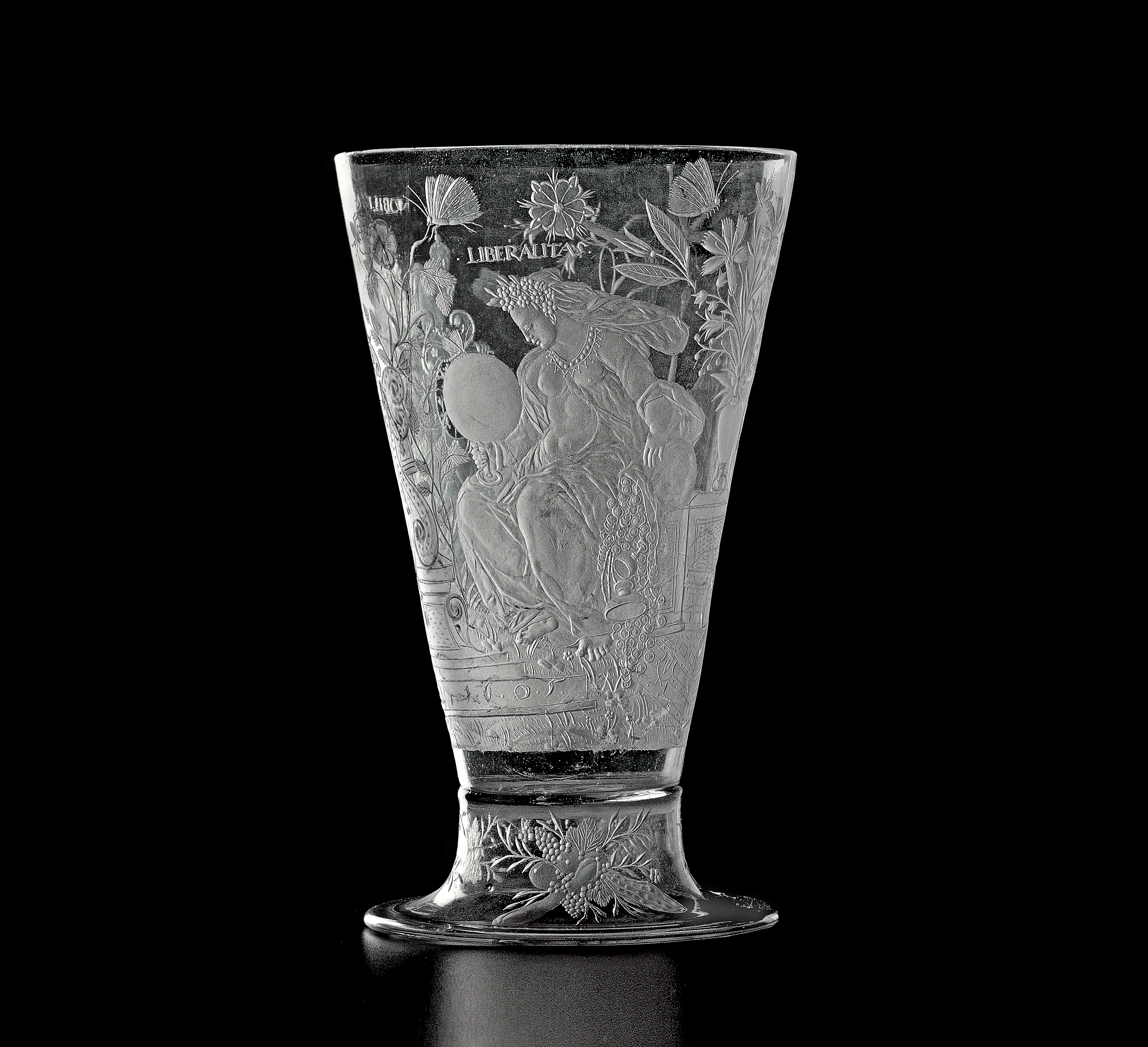
К. Леман. Императорский кубок. 1605. Стекло, гравировка. Надписи: Nobilitas, Caritas, Liberalitas (Благородство, Великодушие, Милосердие)
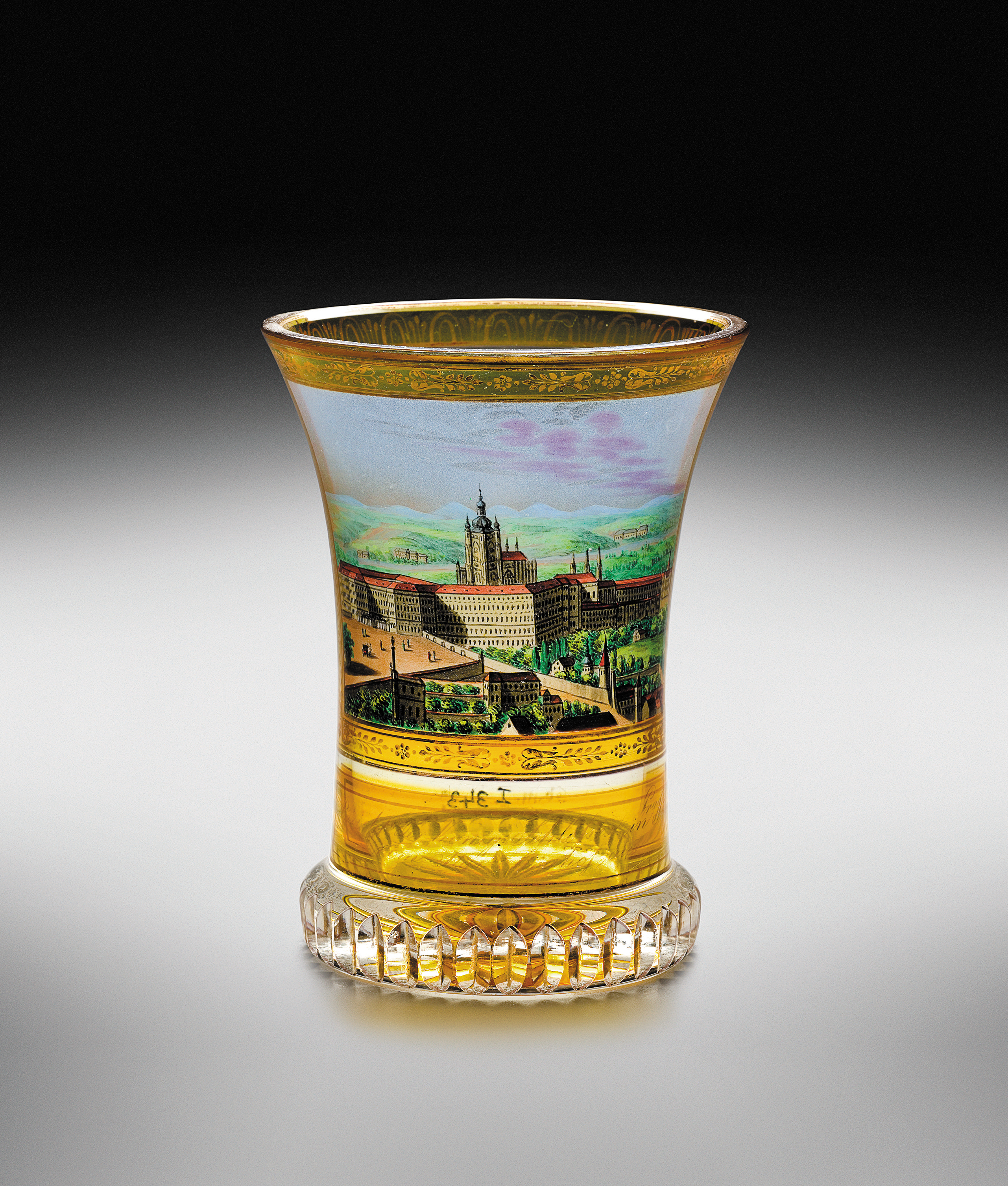
А. Котгассер (мастерская). Стопа с видом Пражского Града. Ок. 1830. Стекло, роспись, золочение
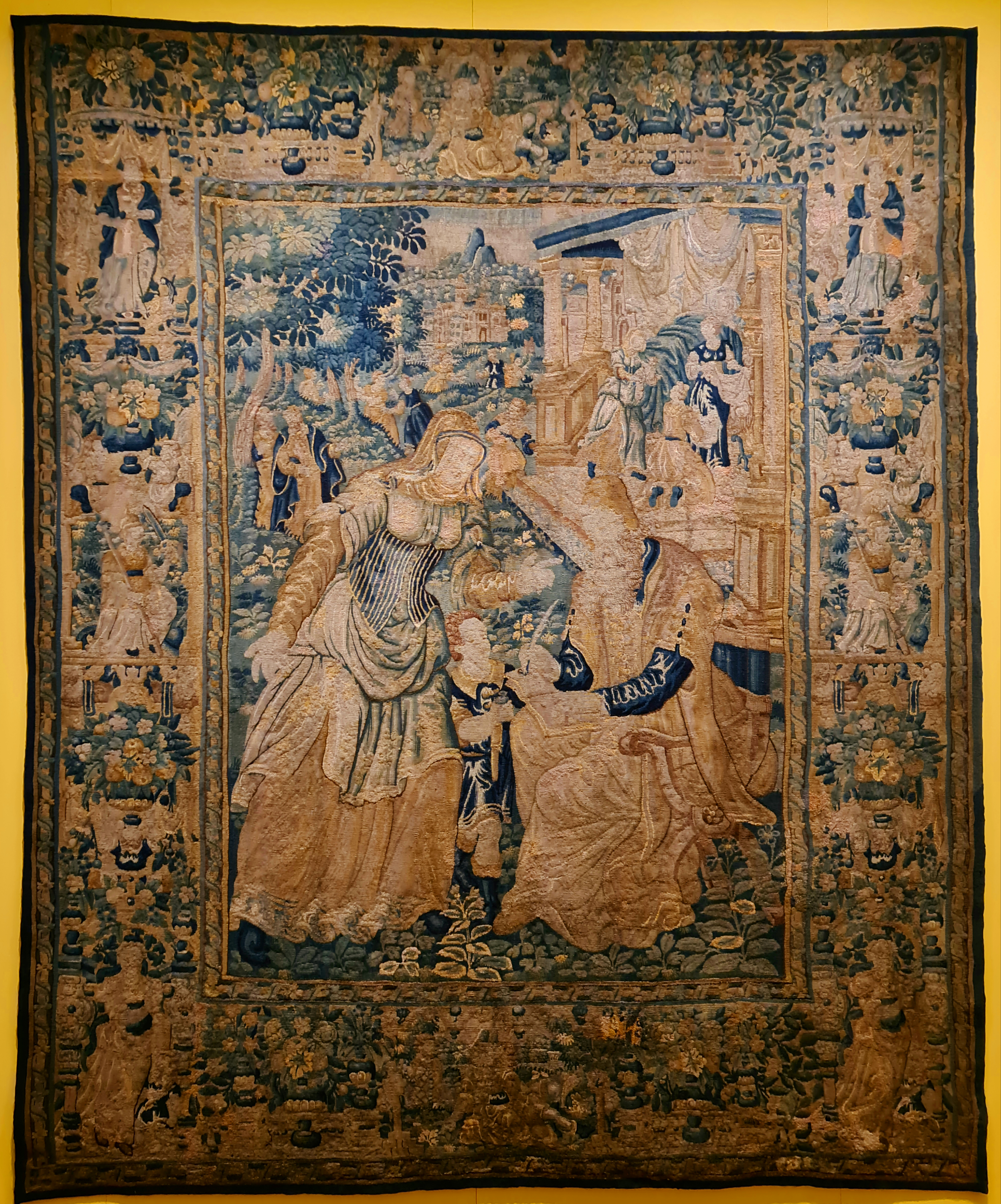
Шпалера. XVI в. Фландрия
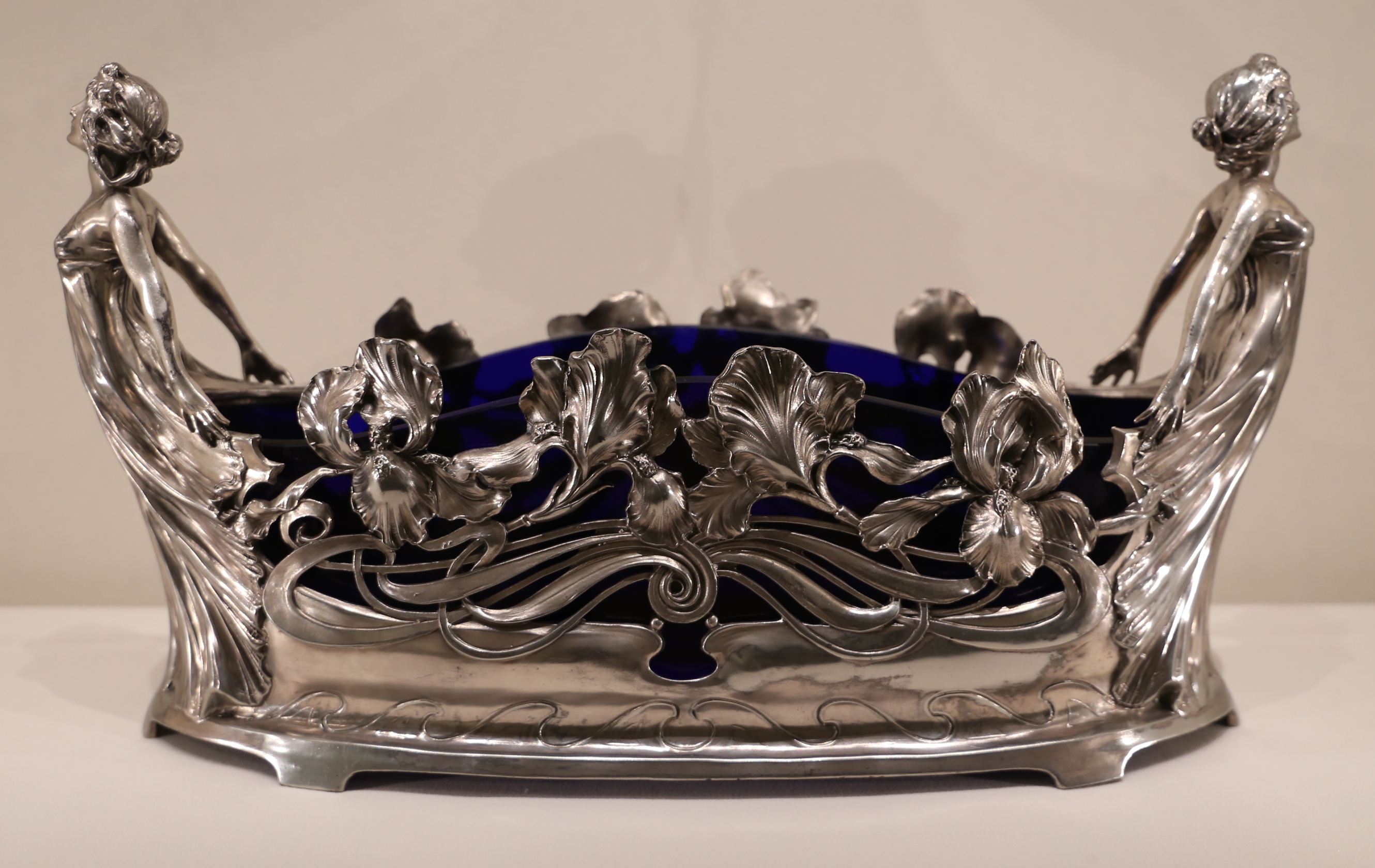
Жардиньерка. Ок. 1900. Олово, стекло. Вена
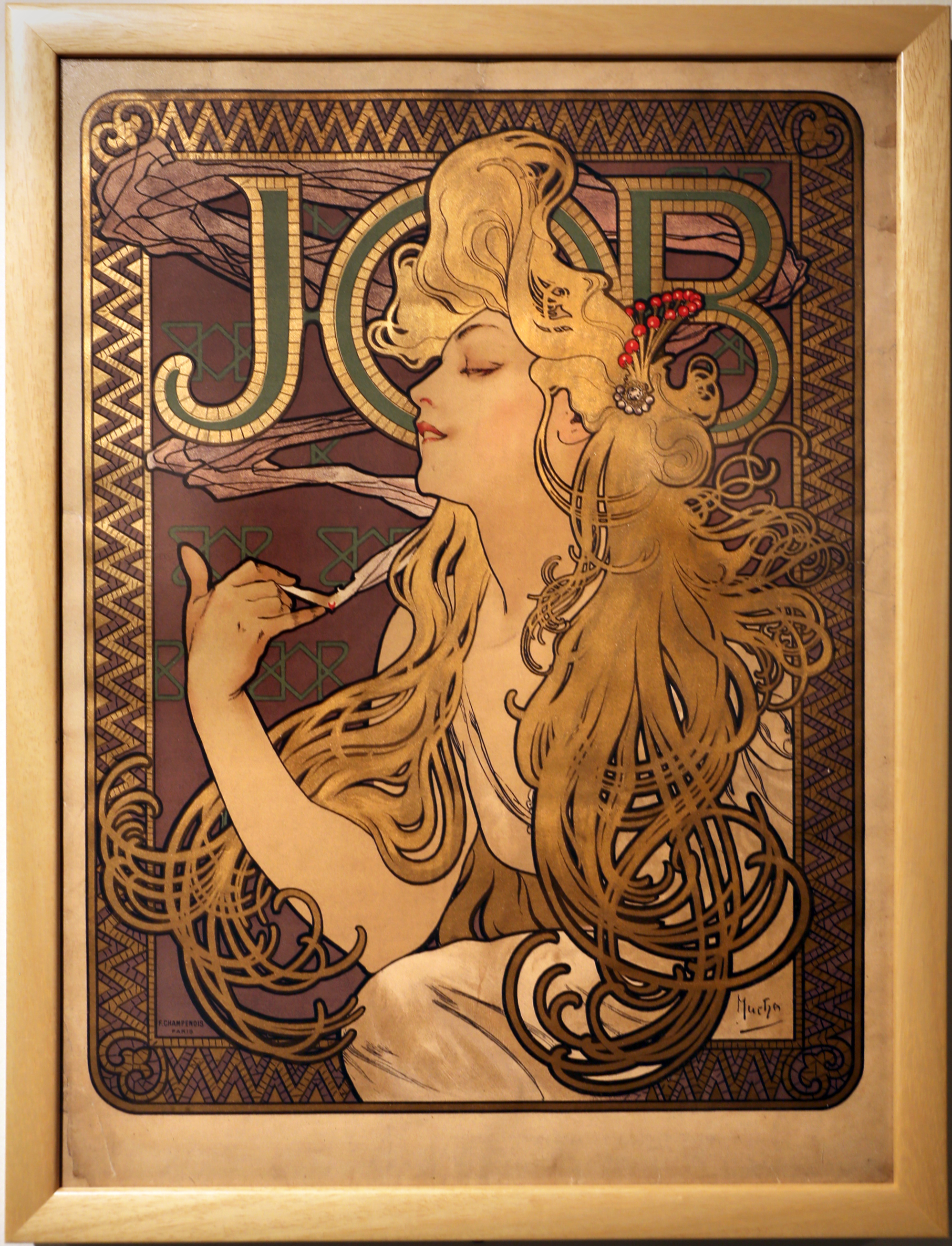
А. Муха. Реклама сигарет фирмы «Job». 1896. Хромолитография
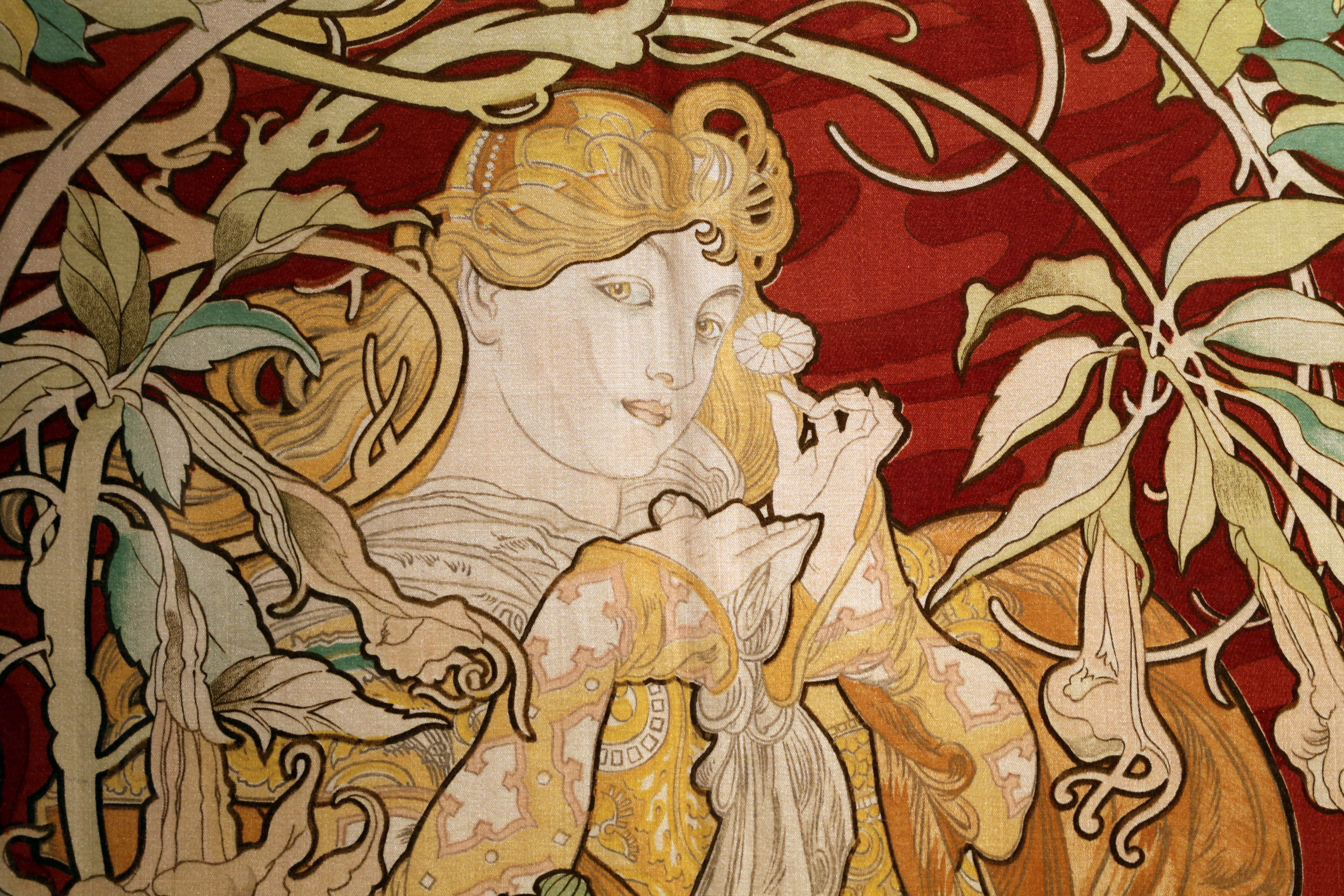
A. Муха.  Деталь «панно с девушкой и ромашками». Ок. 1900. Вышивка
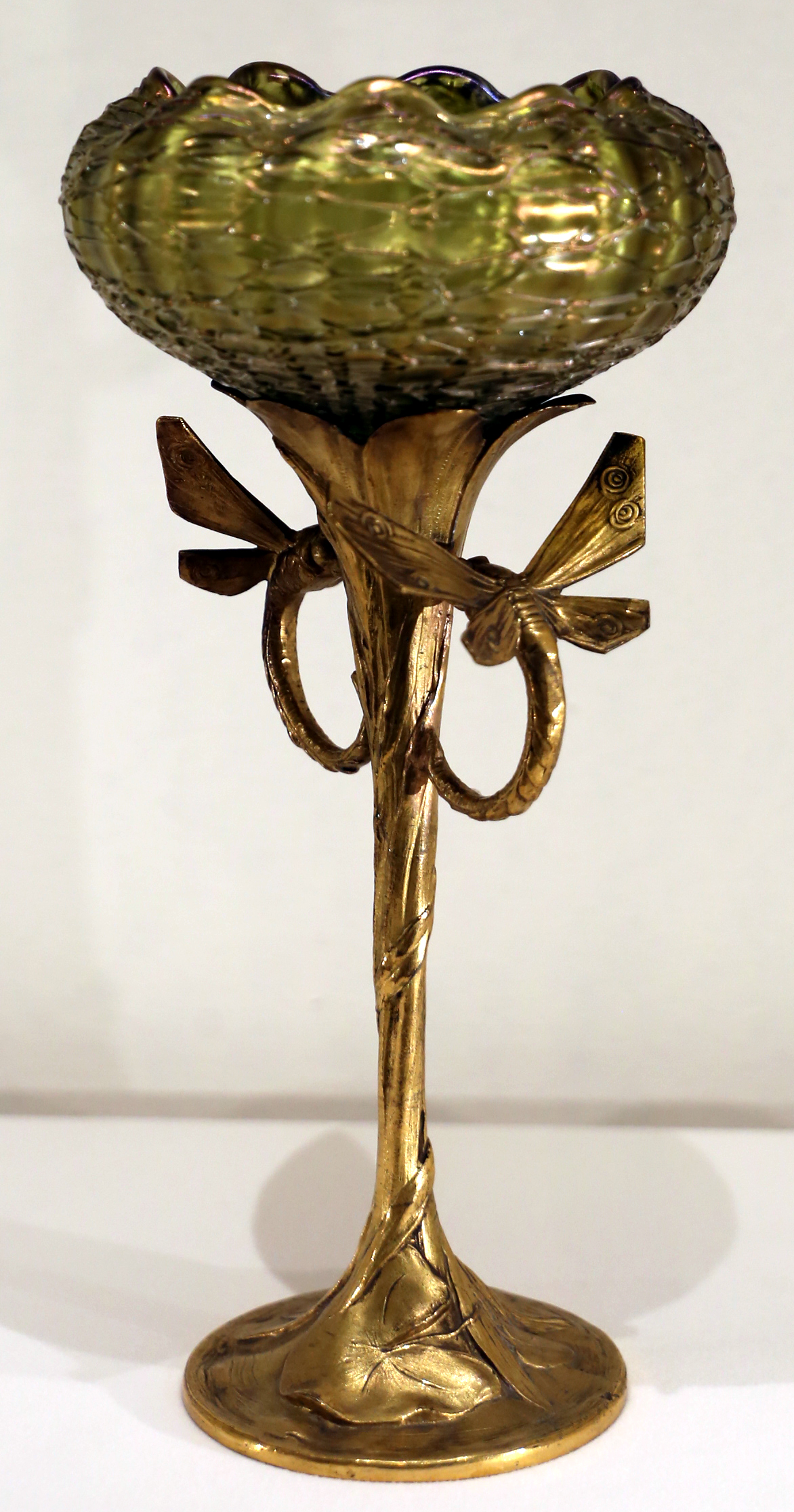
Ваза. Ок. 1900. Стекло, иризация. Фабрика «вдовы Й. Лётца», Богемия
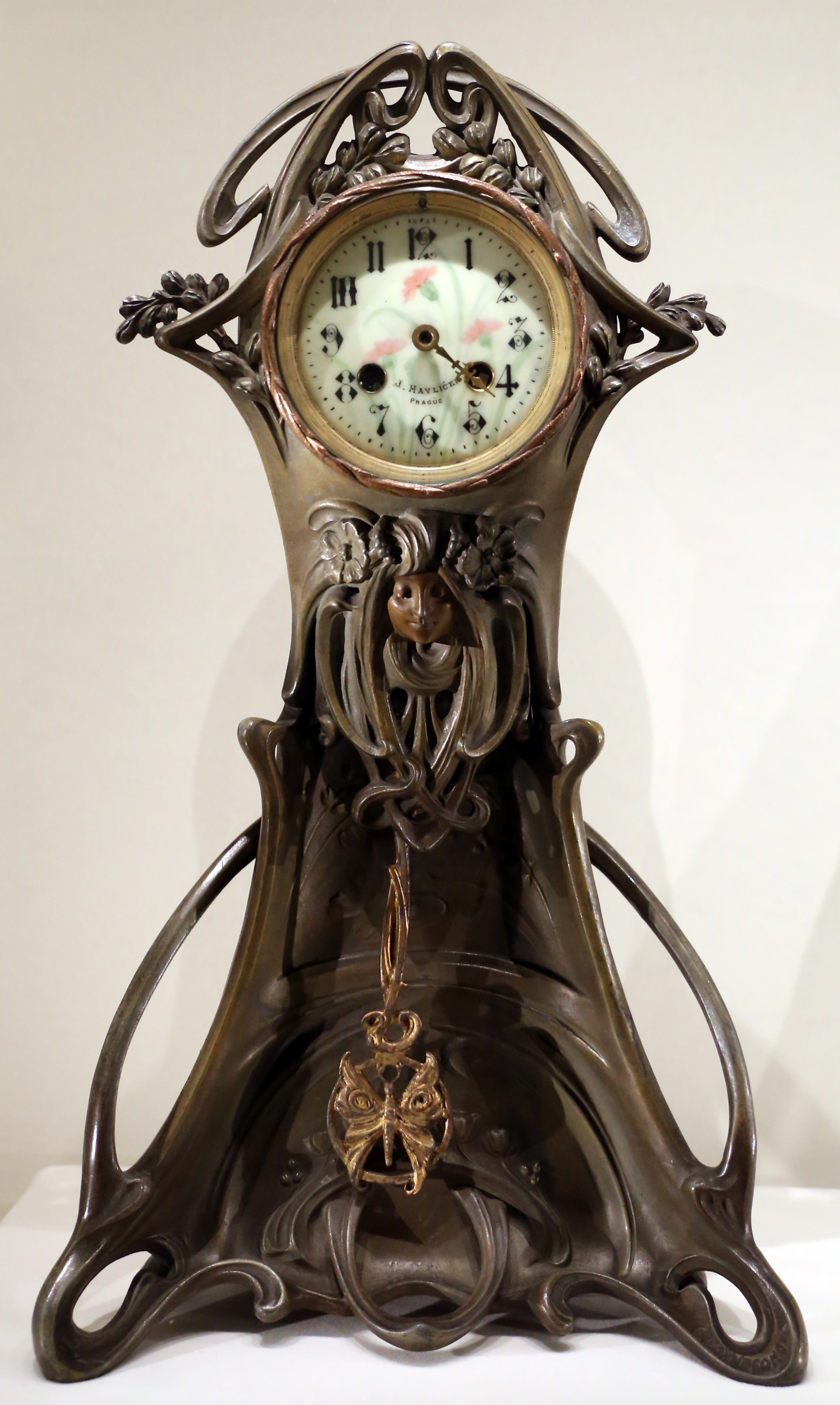
Настольные часы. Ок. 1900. К. Бонне. Франция